# 4160-as busz
A 4160-as jelzésű autóbuszvonal egy Ózd és Mályinka között közlekedő helyközi járat, amelyet a Volánbusz Zrt. üzemeltet Csernely, Csokvaomány és Dédestapolcsány érintésével.

## Útvonala
Ózd autóbusz-állomásról indul. A Pázmány úton, Farkaslyuk felé hagyja el a várost. Ezt követően a csernelyi elágazáshoz ér, ahonnan a legtöbb járat betér a községbe, több az autóbusz-várőteremig, a maradék a fordulóig. Lénárddaróc következik, majd Kismezőpuszta, a régi Csokvaomány megállóhelynél az indítások egy része Csokvaományba is betér. 2024. február 29-ig Tólápa nevezetű településrészéig (3 kilométerre található a központtól) is elközlekedett, mint ahogy sok másik vonalszámú busz is, de ezen dátummal az eljutás megszűnt oda. Nekézsenyen halad át, majd fontos település Dédestapolcsány – egyes párok a Mályinkai elágazás megállóig robognak. Innen mindössze 4 percnyire van a vonal végállomása, Mályinka zsákfalu, már ami a tömegközlekedését illeti, Lillafüred felé nincsenek menetrendszerinti autóbuszjáratok (leghamarább Bánkút közelében a 3753-as vonal húzódik).
Ellentétes irányban útvonala változatlan.

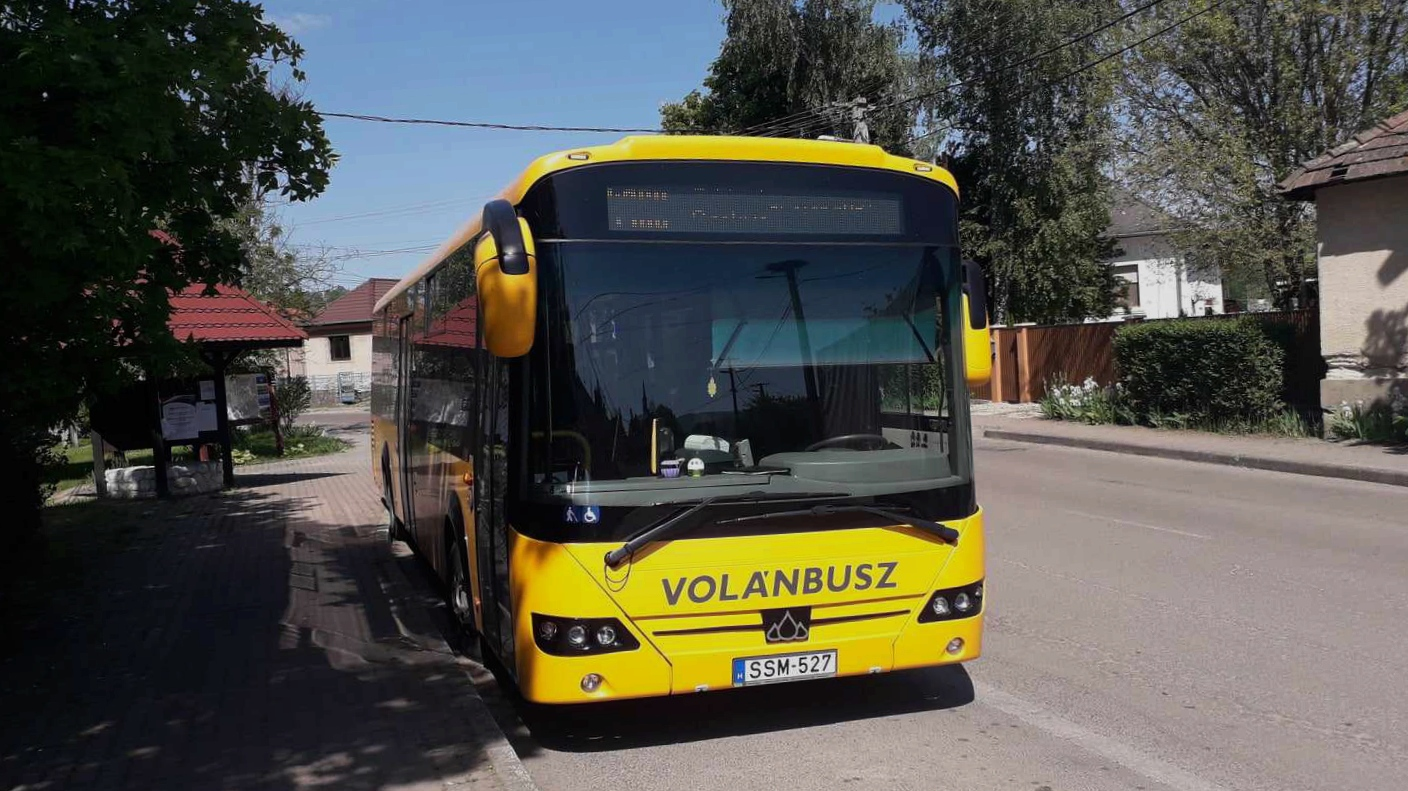
Credo Econell 12 Dédestapolcsányban végállomásozik

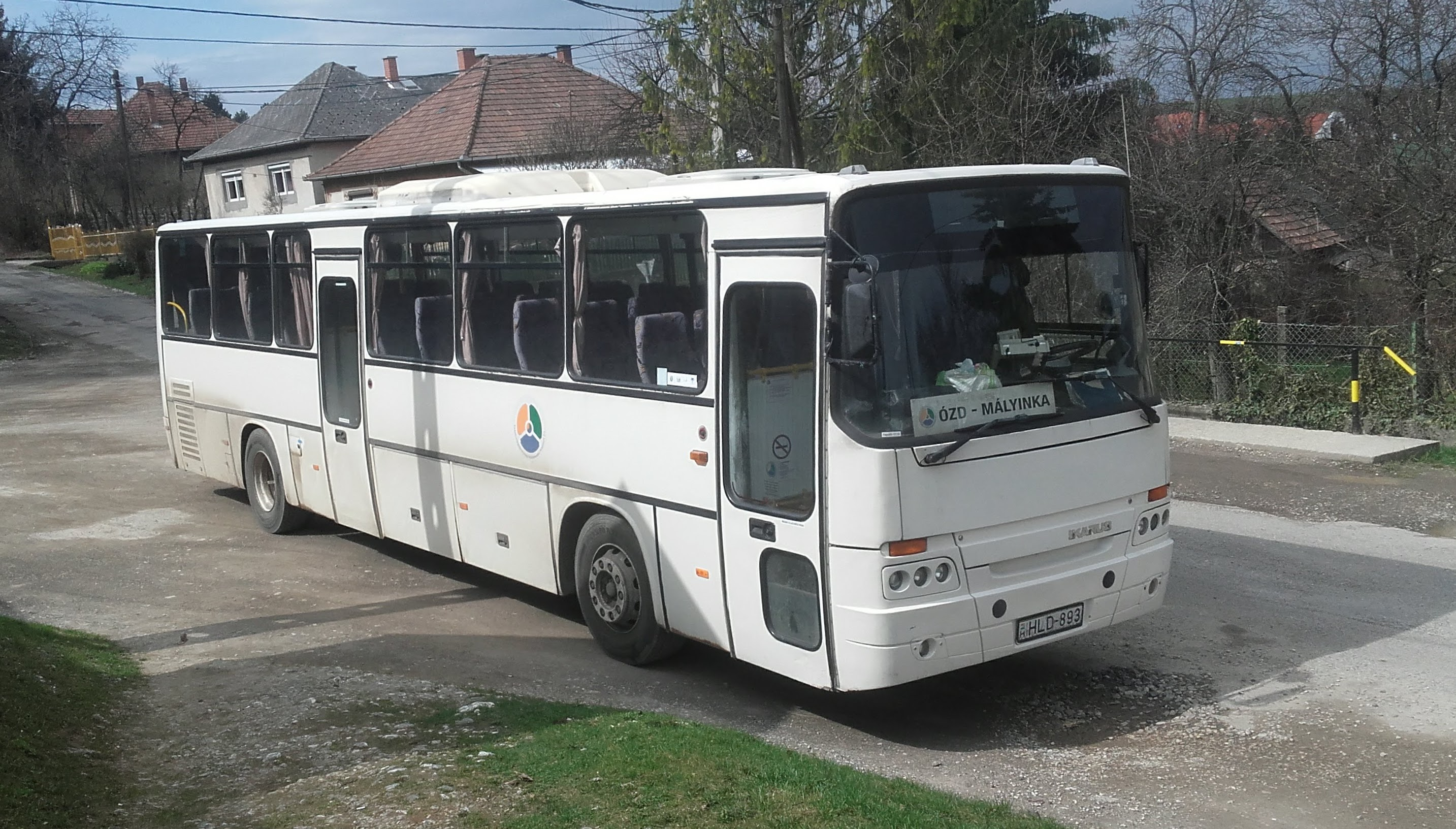
Ikarus C56-os Mályinka belterületén

## Közlekedése
Indításszáma átlagos Dédestapolcsányig. Számos másik járat szolgálja ki a járásközpont és a Bükk lábánál található települést vagy részben, vagy teljes útvonalon. Ózdon sok esetben csatlakozást biztosít a miskolci (3770-es) járatokra.
| Útvonala                                          | Indításszáma    | Közlekedése  |
| ------------------------------------------------- | --------------- | ------------ |
| Ózd, aut. áll. – Csokvaomány, Fő tér              | 2 oda, 1 vissza | munkanapokon |
| Ózd, aut. áll. – Dédestapolcsány, mályinkai elág. | 2 oda, 3 vissza | munkanapokon |
| Ózd, aut. áll. – Dédestapolcsány, mályinkai elág. | 2 pár           | szombaton    |
| Ózd, aut. áll. – Mályinka, tűzoltószertár         | 3 oda, 4 vissza | munkanapokon |
| Ózd, aut. áll. – Mályinka, tűzoltószertár         | 3 pár           | hétvégén     |

## Megállóhelyei
| 0                                                                    | Ózd, autóbusz-állomás végállomás                         | 0.0 km  | 1, 2, 2A, 3, 4, 6, 7, 8, 12, 20A, 23, 26, 46, 47, 68, 74, 76, 78 1031, 1034, 1051, 1369, 1384, 1411 3410, 3770, 3773, 4101, 4102, 4104, 4140, 4145, 4147, 4148, 4150, 4151, 4153, 4155, 4157, 4158, 4161, 4180, 4185, 4186 |
| 1                                                                    | Ózd, Hotel Ózd                                           | 0.6 km  | 1, 2, 4, 8, 12, 20, 21, 23 4101, 4102, 4153, 4158, 4161 |
| 2                                                                    | Ózd, Petőfi tér                                          | 1.2 km  | 1, 2, 4, 8, 12, 20, 21, 23 3410, 3412, 4101, 4102, 4153, 4154, 4157, 4158, 4161 |
| 3                                                                    | Ózd, Pázmány út 39.                                      | 1.7 km  | 4101, 4153, 4158, 4161 |
| 4                                                                    | Ózd, Pázmány út 150.                                     | 2.6 km  | 3410, 3412, 4101, 4153, 4157, 4158, 4161 |
| 5                                                                    | Farkaslyuk, Eperjes dűlő                                 | 3.4 km  | 4101, 4153, 4158, 4161 |
| 6                                                                    | Farkaslyuk, Boroszló telep                               | 4.1 km  | 4101, 4153, 4158, 4161 |
| 7                                                                    | Farkaslyuk, autóbusz-váróterem                           | 4.5 km  | 3410, 3412, 4101, 4153, 4154, 4157, 4158, 4161 |
| 8                                                                    | Farkaslyuk, újtelep                                      | 5.1 km  | 3410, 3412, 4153, 4154, 4157, 4161 |
| Csak az ebből az irányból érkezők érintik.                           |                                                          |         | |
| 9                                                                    | Farkaslyuk, Görgei utca                                  | 5.7 km  | 3410, 4153, 4157, 4161 |
| 10                                                                   | Csernely, fehérneműüzem bejárati út                      | 10.5 km | 3410, 3412, 4153, 4154, 4157, 4161 |
| 11                                                                   | Csernelyi elágazás                                       | 11.2 km | 3410, 3412, 3486, 4153, 4154, 4157, 4161 |
| Munkanapokon és szombaton 1 indítás nem érinti.                      |                                                          |         | |
| 12                                                                   | Csernely, autóbusz-váróterem                             | 11.6 km | 3410, 3412, 3486, 4154, 4157, 4161 |
| Munkanapokon 4 indítás érinti.                                       |                                                          |         | |
| ∫                                                                    | Csernely, községháza                                     | ∫       | – |
| ∫                                                                    | Csernely, forduló                                        | ∫       | – |
| ∫                                                                    | Csernely, községháza                                     | ∫       | – |
| 12                                                                   | Csernely, autóbusz-váróterem                             | 11.6 km | 3410, 3412, 3486, 4154, 4157, 4161 |
| 13                                                                   | Csernelyi elágazás                                       | 12.0 km | 3410, 3412, 3486, 4153, 4154, 4157, 4161 |
| 14                                                                   | Csernely, Vörösmarty utca 5.                             | 12.4 km | 3486, 4153, 4154, 4161 |
| 15                                                                   | Csernely, tanya                                          | 13.1 km | 4153, 4161 |
| 16                                                                   | Lénárddaróc, Dózsa György utca 125.                      | 14.2 km | 3486, 4153, 4154, 4161 |
| 17                                                                   | Lénárddaróc, községháza                                  | 14.6 km | 3486, 4153, 4154, 4161, 4195 |
| 18                                                                   | Lénárddaróc, Dózsa György utca 4.                        | 15.1 km | 3486, 4153, 4154, 4161, 4195 |
| 19                                                                   | Lénárddaróc, újtelep                                     | 15.6 km | 3486, 4153, 4154, 4161, 4195 |
| 20                                                                   | Kismezőpuszta                                            | 16.2 km | 3486, 4153, 4154, 4161, 4195 |
| 21                                                                   | Csokvaományi elágazás                                    | 17.7 km | 4153, 4154, 4161, 4193, 4194, 4195 |
| Munkanapokon 11; szombaton 9; munkaszüneti napokon 6 indítás érinti. |                                                          |         | |
| ∫                                                                    | Csokvaomány, óvoda                                       | ∫       | 3486, 4154, 4161, 4193, 4194, 4195 |
| ∫                                                                    | Csokvaomány, tűzoltószertár                              | ∫       | 3486, 4154, 4161, 4193, 4194, 4195 |
| ∫                                                                    | Csokvaomány, Fő tér vonalközi végállomás                 | ∫       | 3486, 4154, 4161, 4193, 4194, 4195 |
| ∫                                                                    | Csokvaomány, tűzoltószertár                              | ∫       | 3486, 4154, 4161, 4193, 4194, 4195 |
| ∫                                                                    | Csokvaomány, óvoda                                       | ∫       | 3486, 4154, 4161, 4193, 4194, 4195 |
| 21                                                                   | Csokvaományi elágazás                                    | 17.7 km | 4153, 4154, 4161, 4193, 4194, 4195 |
| 22                                                                   | Csokvaomány, vasútállomás bejárati út                    | 17.9 km | 4153, 4154, 4161, 4193, 4194, 4195 |
| 23                                                                   | Nekézseny, Széchenyi utca 11.                            | 19.8 km | 4059, 4061, 4153, 4154, 4161, 4194 |
| 24                                                                   | Nekézseny, híd                                           | 20.2 km | 4059, 4061, 4153, 4154, 4161, 4194 |
| 25                                                                   | Nekézseny, községháza                                    | 20.6 km | 4059, 4061, 4153, 4154, 4161, 4194 |
| 26                                                                   | Nekézseny, Arany János utca 45.                          | 21.1 km | 4059, 4061, 4153, 4154, 4161, 4194 |
| 27                                                                   | Dédestapolcsány, Tó utcai forduló                        | 25.4 km | 3408, 4059, 4060, 4061, 4153, 4154, 4161, 4194 |
| 28                                                                   | Dédestapolcsány, élelmiszerbolt                          | 26.2 km | 3408, 4058, 4059, 4060, 4061, 4153, 4154, 4161, 4194 |
| 29                                                                   | Dédestapolcsány, italbolt                                | 26.9 km | 1054 3408, 4058, 4059, 4060, 4061, 4153, 4154, 4161, 4194 |
| 30                                                                   | Dédestapolcsány, mályinkai elágazás vonalközi végállomás | 27.6 km | 4058, 4059, 4060, 4061, 4153, 4154, 4161, 4194 |
| 31                                                                   | Mályinka, alsó                                           | 29.2 km | 4058, 4059, 4060, 4061, 4153, 4161, 4194 |
| 32                                                                   | Mályinka, emlékmű                                        | 29.5 km | 4058, 4059, 4060, 4061, 4153, 4161, 4194 |
| 33                                                                   | Mályinka, tűzoltószertár végállomás                      | 30.1 km | 4058, 4059, 4060, 4061, 4153, 4161, 4194 |